# Piaski Szlacheckie
Piaski Szlacheckie (pronunciación en polaco: /ˈpjaskʲi ʂlaˈxɛtskʲɛ/; en ucraniano: Піски Шляхетські, romanizado: Pisky Shliakhets’ki) es un pueblo en el distrito administrativo de Gmina Gorzków, dentro del Distrito de Krasnystaw, Voivodato de Lublin, en el este de Polonia, cerca de la frontera con Ucrania. Se encuentra aproximadamente 11 kilómetros al sudoeste de Krasnystaw y 50 kilómetros al sudeste de la capital regional, Lublin.
El pueblo tiene una población aproximada de 500 habitantes.

## Residentes notables
- Antoni Patek (1812-1877) - relojero, fundador de Patek Philippe & Co.